# تشال سياة مذكور (مقاطعة تشرام)
تشال سياة مذكور (بالفارسية: چال سیاه مذکور) هي قرية تقع في قسم بشتة ذيلايي الريفي (مقاطعة تشرام) في إيران.